# Ri Byong-uk
Ri Byong-uk est un boxeur nord-coréen né le 7 novembre 1954.

## Biographie
Sa carrière de boxeur amateur est principalement marquée par une médaille d'argent remportée lors des Jeux olympiques de Montréal en 1976 et une médaille de bronze à Moscou en 1980.

## Palmarès

### Jeux olympiques
- Médaille d'argent en -51 kg en 1976 à Montréal, Canada
- Médaille de bronze en -51 kg en 1980 à Moscou, URSS